# Festival Crociere
Festival Cruises, meglio conosciuta in Italia come Festival Crociere, è stata una compagnia di navigazione italo-greca, fondata dall'imprenditore greco George Poulides, che ha operato tra il 1994 e il 2004. Nel 2004 la compagnia dichiarò bancarotta e tutta la flotta venne sequestrata e messa all'asta.
La prima nave della flotta è stata la The Azur, che aveva appena concluso la sua attività a noleggio della Chandris Cruises. Sono poi seguite la Bolero (già Starward) e la Flamenco (già Southern Cross). La prima unità di nuova costruzione è stata la Mistral (1999) a cui sono seguite la European Vision (2001) e la European Stars (2002).

## Storia
George Poulides ha fondato Festival Crociere nel 1992. La società ha iniziato a operare nel 1994, dopo l'acquisto della The Azur da Chandris Cruises. L'anno successivo la società ha acquisito la Starward da Norwegian Crociere, rinominandola Bolero. Una terza nave di seconda mano, Southern Cross, è stata acquisita da Premier Crociere nel 1997 e rinominata Flamenco per il servizio con Festival.
Festival Crociere ha varato la sua prima nave nel 1999, quando la Mistral è stata consegnata da Chantiers de l'Atlantique in Francia.
Un'ulteriore nave basata su una versione allargata del progetto Mistral è stata consegnata nel 2001 come European Vision. Dopo la consegna delle due nuove navi Bolero e Flamenco sono state noleggiate per altri armatori.
Nel luglio 2001 Festival Crociere ospita i Capi di Stato e le delegazioni dei Paesi partecipanti al G8 di Genova. Grazie all'evento European Vision e Mistral diventeranno le navi più fotografate al Mondo.
Il 22 aprile 2002 a Genova si tiene il battesimo della European Stars, facente parte anch'essa del progetto Mistral, la più grande e bella nave della flotta. Ma la grande espansione di Festival Crociere era destinata a concludersi con quest'ultima. Nel 2002 muore il fondatore di Festival Crociere, Georges Poulides, la società viene gestita dal figlio ma fallisce, per politiche finanziarie sbagliate, nei primi mesi del 2004. La compagnia dichiarò bancarotta e l'intera flotta venne sequestrata e messa all'asta.
Bolero dopo mesi di disarmo a Gibilterra fu noleggiata per alcune crociere a Dubai. Dopo 8 mesi di servizio lasciò l'emirato con il nome di Orient Queen e con la L della compagnia di navigazione Louis Cruise sui fumaioli.
Flamenco dopo qualche anno di servizio con la Elysan Cruises con il nome di New Flamenco fu demolita a Laem Chabang, in Tailandia.
La Caribe dopo un anno di disarmo venne acquistata dalla portoghese Classic International Cruises, dove continuò a navigare con il nome di Athena. Essendo entrata in servizio nel 1948 (come Stockholm provocò l'affondamento dell'Andrea Doria), è attualmente la nave da crociera più vecchia in servizio. Dal 2013 è stata ribattezzata Azores.
Mistral, ferma a Genova, venne acquistata da Ibero Cruceros e venne ribattezzata Grand Mistral.
Le navi European Vision ed European Stars vennero acquistate dall'armatore Aponte, presidente di MSC Crociere, per 215 e 220 milioni di dollari e ribattezzate rispettivamente MSC Armonia e MSC Sinfonia. La prima era rimasta in disarmo ai Caraibi, la seconda a Barcellona.

## Navi
| Nave            | Anno di costruzione | Periodo di servizio per Festival | Tonnellaggio | Cantiere navale             | Stato attuale                                 |
| --------------- | ------------------- | -------------------------------- | ------------ | --------------------------- | --------------------------------------------- |
| Azure           | 1971                | 1994-2004                        | 14.717       | Saint-Nazaire, Francia      | Dal 2017 Knyaz Vladimir                       |
| Bolero          | 1968                | 1995-2001                        | 16.000       | Bremerhaven, Germania       | Demolita nel 2018 ad Alang (India)            |
| Caribe          | 1948                | 2001-2004                        | 11.979       | Bremerhaven, Germania       | Dal 2015 Astoria                              |
| Flamenco        | 1972                | 1997-2003                        | 17.042       | Cantieri Navali del Tirreno | Demolita nel 2019 a Laem Chabang (Thailandia) |
| Mistral         | 1999                | 1999-2004                        | 48.200       | Saint-Nazaire, Francia      | Dal 2019 AIDAmira                             |
| European Vision | 2001                | 2001-2004                        | 58.174       | Saint-Nazaire, Francia      | Dal 2004 MSC Armonia                          |
| European Stars  | 2002                | 2002-2004                        | 58.625       | Saint-Nazaire, Francia      | Dal 2004 MSC Sinfonia                         |